# 박성윤 (1957년)
박성윤(朴性閏, 1957년 7월 8일, 경상남도 고성군 ~ )은 대한민국의 제8대 부산광역시의원, 제6·7대 부산광역시 영도구의원이다.

## 학력
- 1964.03 ~ 1970.02 대교국민학교 졸업
- 1970.03 ~ 1974.02 남중학교 졸업
- 1974.03 ~ 1978.02 동래고등학교 부설 방송통신고등학교 졸업
- 2011.02 동의과대교영학과 졸업

## 경력
- 2004.07 ~ 2006.06 해군첩보부대(UDU) 중앙동지회 부회장
- 2006.07 ~ 2009.06 사단법인 유디유(UDU) 부산동지회 대표이사
- 2007.07 ~ 2009.06 제13기 민주평통 영도구 협의회 간사
- 2010.07 ~ 2014.06 제6대 부산광역시 영도구의회 의원
- 2014.07 ~ 2018.04 제7대 부산광역시 영도구의회 의원
- 2017.04 ~ 2018.06 더불어민주당 중앙당 동북아평화협력특별위원회 부위원장
- 2018.07 ~ 2022.03 제8대 부산광역시의회 의원
- 2018.07 ~ 2020.07 제8대 부산광역시의회 전반기 도시안전위원회 위원장
- 2020.12 ~ 2021.10 부산시의회 건설.특혜 위법성의혹 행정사무조사 특별위원회 위원장
- 2020.07 ~ 2022.03 제8대 부산광역시의회 후반기 교육위원회 위원
- 2020.07 ~ 2022.03 제8대 부산광역시의회 후반기 예산결산특별위원회 위원

## 역대 선거 결과
|  | 30.50% |

|  | 32.66% |

|  | 54.36% |